# 魅せられて (テレビドラマ)
『魅せられて』（みせられて）は、1994年10月3日から12月29日まで、フジテレビ系列で放送された東海テレビ制作の昼ドラマである。

## ストーリー
達也はホスト、美代子は平凡な主婦、ある日達也が美代子宅を訪れ(?)、美代子は達也にレイプされる。

## キャスト
- 仁科（黒田）美代子：片平なぎさ
- 三村達也：豊原功補
- 黒田正彦：塩屋俊
- 黒田八千代：馬渕晴子
- 福田豊土
- 鏡弁護士：藤原稔三
- 夏子：田島令子
- 丸山由加：仁藤優子
- 井上貞子：大塚良重
- 仁科順子：茅島成美
- 正太：杉山丈二

## スタッフ
- 演出：牧時範
- プロデューサー：小野俊和、原克子
- 脚本：綾部伴子
- 音楽：渡辺博也
- 制作：東海テレビ、松竹